# U-18-Faustball-Weltmeisterschaft der Frauen 2016
Die 6. Faustball-Weltmeisterschaft der weiblichen Jugend u18 fand vom 21. bis 24. Juli 2016 in Nürnberg (Deutschland) zeitgleich mit der WM der männlichen Jugend u18 statt. Deutschland war erstmals Ausrichter einer Jugend-Faustball-Weltmeisterschaft. Die deutsche Mannschaft verteidigte ihren Titel mit einem 4:1-Sieg gegen Brasilien, den sie bereits zwei Jahre zuvor im brasilianischen Pomerode gewann.

## Teilnehmer
Insgesamt sechs Nationen von drei kontinentalen Mitgliedsverbänden nahmen an den sechsten Weltmeisterschaften der weiblichen U18 teil.
| Europa - Deutschland - Österreich - Schweiz | Amerika - Brasilien - Vereinigte Staaten | Asien - Indien |  |

## Spielplan
Zunächst spielen alle teilnehmenden Teams in einer Vorrunde Jeder-gegen-Jeden. Die drei Erstplatzierten ziehen direkt ins Halbfinale ein. Der vierte und fünfte Platz ermitteln in einem Qualifikationsspiel den vierten Halbfinalisten.

### Vorrunde
| Donnerstag, 21. Juli 2016 |   |           |             |   |            |                                |
| 1                         | 1 | 11:15 Uhr | Österreich  | – | Schweiz    | 3:1 (13:15, 12:10, 11:6, 11:6) |
| 2                         | 2 | 11:15 Uhr | Brasilien   | – | USA        | 3:0 (11:4, 11:8, 11:8)         |
| S1                        | 3 | 11:15 Uhr | Deutschland | – | Indien     | 3:0 (11:2, 11:2, 11:0)         |
| 7                         | 1 | 14:00 Uhr | Deutschland | – | USA        | 3:0 (11:3, 11:7, 11:2)         |
| 8                         | 2 | 14:00 Uhr | Österreich  | – | Brasilien  | 3:0 (11:6, 11:7, 11:7)         |
| S2                        | 3 | 14:00 Uhr | Schweiz     | – | Indien     | 3:0 (11:3, 11:2, 11:4)         |
| 9                         | 1 | 16:30 Uhr | Deutschland | – | Schweiz    | 3:0 (11:7, 11:2, 11:6)         |
| S3                        | 3 | 16:30 Uhr | USA         | – | Indien     | 3:0 (11:2, 11:2, 11:4)         |
| Freitag, 22. Juli 2016    |   |           |             |   |            |                                |
| 13                        | 1 | 13:00 Uhr | Brasilien   | – | Schweiz    | 3:0 (11:7, 11:7, 11:8)         |
| 14                        | 2 | 13:00 Uhr | Österreich  | – | USA        | 3:0 (11:7, 11:4, 11:2)         |
| 16                        | 1 | 14:30 Uhr | Deutschland | – | Brasilien  | 3:1 (9:11, 11:6, 11:6, 11:5)   |
| S4                        | 3 | 14:30 Uhr | Österreich  | – | Indien     | 3:0 (11:0, 11:0, 11:1)         |
| 19                        | 1 | 17:00 Uhr | Deutschland | – | Österreich | 3:1 (11:6, 10:12, 11:5, 11:4)  |
| 20                        | 2 | 17:00 Uhr | Schweiz     | – | USA        | 3:0 (11:5, 11:4, 11:5)         |
| S5                        | 3 | 17:00 Uhr | Brasilien   | – | Indien     | 3:0 (11:2, 11:0, 11:4)         |

| Pl. | Team               | Sp. | Sätze | Pkt. |
| --- | ------------------ | --- | ----- | ---- |
| 1   | Deutschland        | 5   | 15:2  | 10   |
| 2   | Österreich         | 5   | 13:4  | 8    |
| 3   | Brasilien          | 5   | 10:6  | 6    |
| 4   | Schweiz            | 5   | 7:9   | 4    |
| 5   | Vereinigte Staaten | 5   | 3:10  | 2    |
| 6   | Indien             | 5   | 0:15  | 0    |

### Qualifikation
| Samstag, 23. Juli 2016 |   |           |         |   |     |                 |
| 21                     | 1 | 10:00 Uhr | Schweiz | – | USA | 2:0 (11:6,11:2) |

### Halbfinale
| Samstag, 23. Juli 2016 |   |           |             |   |           |                                          |
| 23                     | 1 | 11:30 Uhr | Österreich  | – | Brasilien | 2:4 (9:11, 11:8, 11:5, 7:11, 8:11, 4:11) |
| 25                     | 1 | 14:30 Uhr | Deutschland | – | Schweiz   | 4:1 (11:6, 4:11, 11:9, 11:5, 11:6)       |

### Platzierungsspiele
| Sonntag, 24. Juli 2016 |   |         |           |            |   |             |                                                   |
| 27                     | 1 | Platz 3 | 10:00 Uhr | Österreich | – | Schweiz     | 3:4 (15:14, 12:14, 11:6, 11:9, 9:11, 7:11, 12:14) |
| 29                     | 1 | Finale  | 14:00 Uhr | Brasilien  | – | Deutschland | 2:4 (15:14, 6:11, 4:11, 11:9, 12:14, 8:11)        |

## Schiedsrichter
Insgesamt fünf Schiedsrichter aus drei Nationen wurden von der IFA-Schiedsrichterkommission für die U18-Weltmeisterschaften in Nürnberg nominiert.
- Joachim Huthmann  Österreich
- Martin Schmidmeister  Schweiz
- Richard Meyerhans  Schweiz
- Christiane Oberkersch  Deutschland
- Stefan Bergler  Deutschland

## Allstar-Team
Beim abschließenden Bankett wurde auch das Allstar-Team dieser WM bekanntgegeben.
- Angriff: Svenja Schröder ( Deutschland), Tanja Bognar ( Schweiz)
- Zuspiel: Laura Hessel ( Brasilien)
- Abwehr: Ida Hollmann ( Deutschland), Bianca Süffert ( Brasilien)

## Platzierungen
| Rang | Land               |
| ---- | ------------------ |
| 1.   | Deutschland        |
| 2.   | Brasilien          |
| 3.   | Schweiz            |
| 4.   | Österreich         |
| 5.   | Vereinigte Staaten |
| 6.   | Indien             |

## Weblink
- Offizielle Website der Faustball-WM 2016